# 埃盧魯

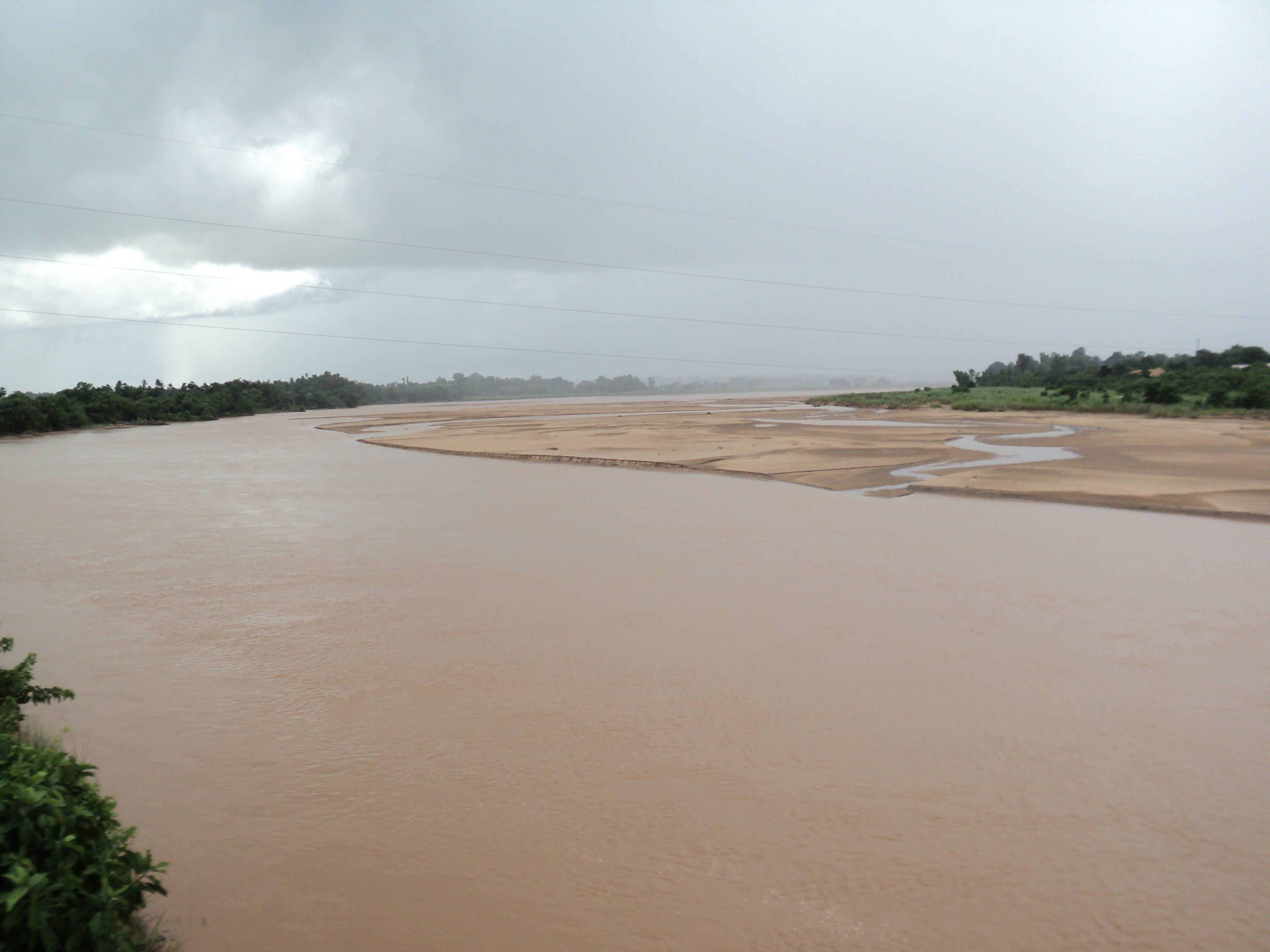

埃盧魯（Eluru）是印度的城市，由安得拉邦負責管轄，位於該國東部，距離首府海得拉巴333公里，面積30平方公里，海拔高度22米，2011年人口285,900。

## 人口
该地2001年总人口189772人，其中男性92405人，女性97367人；0—6岁人口19472人，其中男9664人，女9808人；识字率70.48%，其中男性为75.39%，女性为65.83%。